# 1939-es magyar vívóbajnokság
Az 1939-es magyar vívóbajnokság a harmincötödik magyar bajnokság volt. A férfi tőrbajnokságot július 30-án rendezték meg Budapesten, a Műegyetemen, a párbajtőrbajnokságot július 16-án Budapesten, a HTVK Váci utcai vívótermében, a kardbajnokságot augusztus 6-án Budapesten, a Műegyetemen, a női tőrbajnokságot pedig július 23-án Budapesten, a Műegyetemen.

## Eredmények
| Versenyszám          | Arany                                    | Arany | Ezüst                          | Ezüst | Bronz                         | Bronz |
| -------------------- | ---------------------------------------- | ----- | ------------------------------ | ----- | ----------------------------- | ----- |
| Férfi tőrvívás       | Gerevich Aladár MAC                      |       | Maszlay Lajos Honvéd Tiszti VK |       | Zirczy Antal Honvéd Tiszti VK |       |
| Férfi párbajtőrvívás | Rerrich Béla BEAC                        |       | Balázs Lajos Honvéd Tiszti VK  |       | Molnár Ferenc BEAC            |       |
| Férfi kardvívás      | Berczelly Tibor MAC                      |       | Maszlay Lajos Honvéd Tiszti VK |       | Rajcsányi László MAC          |       |
| Női tőrvívás         | Gerevichné Bogáthy Erna Honvéd Tiszti VK |       | Horváth Katalin MAC            |       | Vargha Ilona Detektív AC      |       |